# Caseros

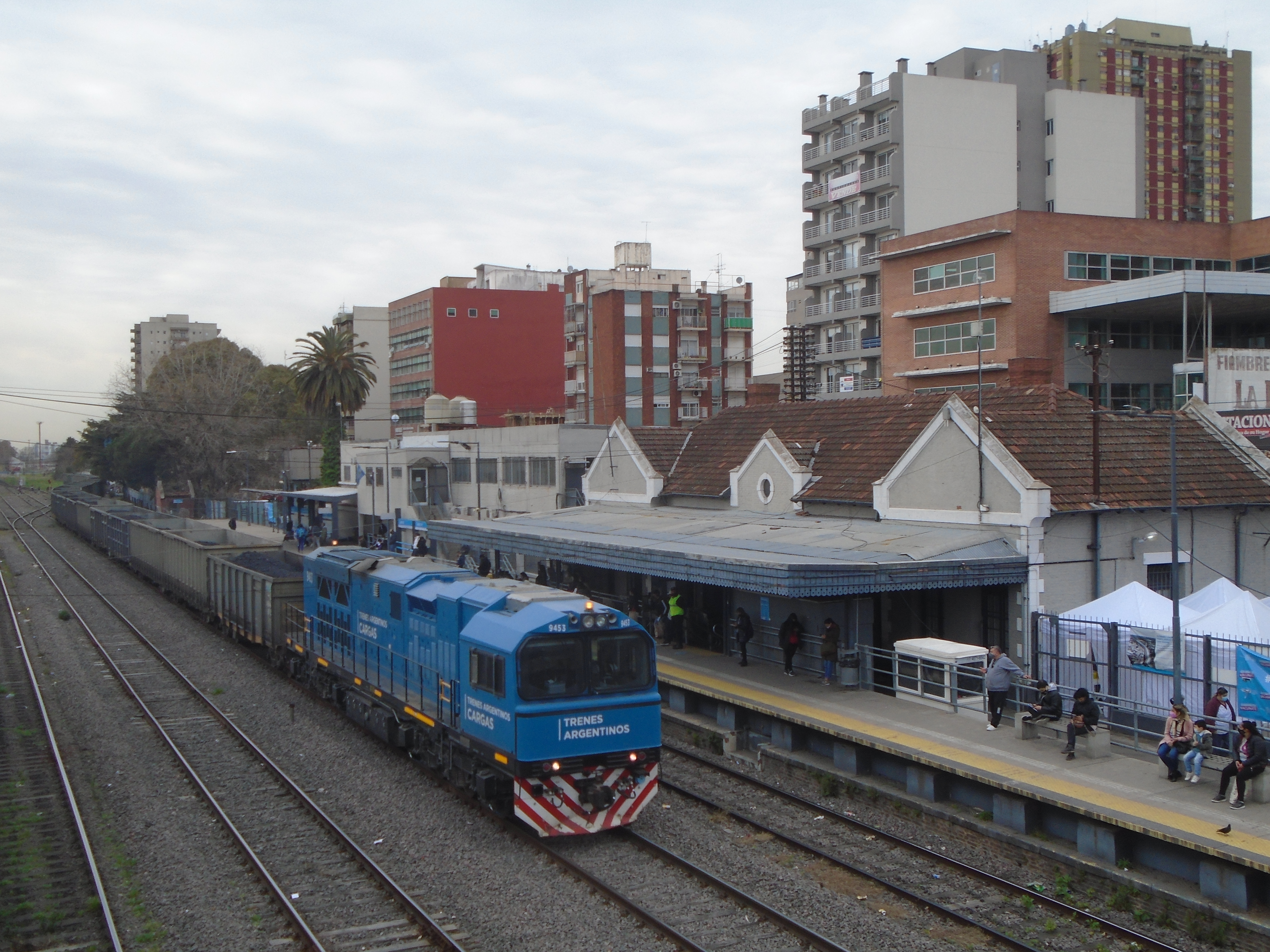
Tren de cargas, a su paso por la estación Caseros del Ferrocarril San Martín.

Caseros es una ciudad argentina ubicada en el Partido de Tres de Febrero, en la zona noroeste del Gran Buenos Aires, en la provincia de Buenos Aires, Argentina. Se encuentra a 0,7 km del acceso a la ciudad autónoma de Buenos Aires, en el centro del municipio de Tres de Febrero del cual es la cabecera.

## Historia
Las tierras que hoy pertenecen a las localidades de El Palomar y Caseros fueron entregadas por Agustín Rodríguez al Capitán Juan de Ruiz en la segunda fundación de la provincia de Buenos Aires en 1580, debido a esto llamaron al lugar como Cañada de Ruiz.
Eran dos extensos campos de 1600 varas de frente (1,385 km.) por una legua (aproximadamente 5 km.) de fondo que comenzaba en el Río de las Conchas (hoy renombrado a Río Reconquista). Con el correr del tiempo, y por sucesivas ventas, pasan a propiedad de Isidro Burgos quien en 1781 se las vendió a Diego Casero. Las tierras fueron destinadas para el cultivo de distintos vegetales y a una formación de un extenso monte de duraznos.
El nombre de Diego Casero con el correr del tiempo fue deformado por los habitantes del lugar y llamaron a las tierras con el nombre de Caseros.
En 1788 Casero construyó un edificio destinado a la cría de palomas donde hoy es la localidad de El Palomar y cuyo nombre tomó muchos años más tarde la estación ferroviaria local.
En 1850 adquiere las tierras de Caseros, Manuel Ceferino Lynch Roo, quien estaba casado con Ana Espinoza de los Monteros Banfi, hija de un coronel de los ejércitos reales; 8 años más tarde quedó viudo y se casó con su cuñada también viuda Ignacia Espinosa de los Monteros Banfi. Lynch muere en octubre de 1884 y su segunda esposa en marzo de 1889.
Estos lugares fueron escenarios de la batalla librada el 3 de febrero de 1852 llamada como la Batalla de Caseros en donde el ejército comandado por el general Urquiza venció a las fuerzas de Juan Manuel de Rosas por ese entonces gobernador de Buenos Aires. Debido a la fecha en la cual se libró esta batalla, el distrito lleva el nombre de Tres de Febrero.
En 1888 se habilitó el Ferrocarril Tranway Rural de Federico Lacroze (hoy llamado Ferrocarril Urquiza) y el Ferrocarril Buenos Aires del Pacífico (hoy renombrado Ferrocarril General San Martín) que atraviesan el partido de oeste a este. En el tramo comprendido entre Retiro en la ciudad de Buenos Aires y Pilar en la Zona Norte del Gran Buenos Aires, solamente existían dos estaciones intermedias: Caseros y Muñiz.
Paralelamente a su inauguración se lotean 70 manzanas aledañas a la estación de Caseros en la zona delimitada por las calles: Lisandro de la Torre, Bonifacini, General Hornos y avenida Bartolomé Mitre, comenzando así la formación de los primeros núcleos habitacionales del pueblo que sería, años más tarde, cabecera del partido de Tres de Febrero.

El Tranway Rural luego de la muerte de Federico Lacroze (1899) continuó adelante bajo el mando de su hijo Teófilo Lacroze, esta línea en 1891 deja de ser de tracción a sangre y pasa a incorporar la locomotora a vapor, transformación que produce un cambio en la denominación pasa a llamarse Ferrocarril Rural de la provincia de Buenos Aires. Se habilita también la estación de Caseros que luego cambia su nombre a Martín Coronado.

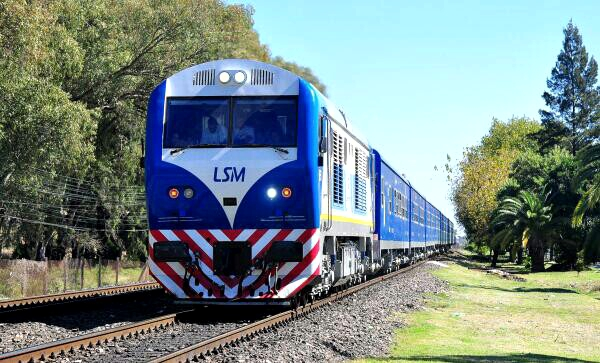
Formación del Ferrocarril San Martín

La fecha oficial de la fundación de Caseros fue el 21 de febrero de 1892. 
En marzo de 1896 abre sus puertas en una propiedad de Luis Cavassa (un lugareño), la Escuela Nº12. Este establecimiento funcionaba desde febrero de 1893 en San Martín bajo el N.º 8 y fue trasladado a Caseros dado que la matrícula escolar había aumentado considerablemente.
Comenzó a funcionar en su nuevo emplazamiento el 26 de marzo de 1896 bajo la dirección de María Silva hasta el 1 de julio de 1896 en que asumió Arminda Baker de Baldini (1864-1933).
Como primera familia pobladora de la zona se conceptúa a los Cafferata, quienes llegaron hacia 1861, arrendando parte de las tierras donde tuvo lugar la batalla de 1853, de la que se conservaron como recuerdo las armas y pertrechos hallados al trabajar la tierra.
En el momento de la inauguración de la escuela N.º 12 eran vecinos de la zona las familias: Cavassa, Razeto, Ferro, Merlo, Sabarot, Candela, Medina, Cafferata, Gosso, Vexina y Guisulpo. A Luis Cavassa se le atribuye ser el primer almacenero ubicado en las actuales avenida Libertador San Martín y Valentín Gómez. La primera tienda y mercería era de Joaquín Mendoza en 1905, la primera zapatería era de Santiago Chiavasco. Chiavasco se dedicó luego al negocio de las tierras, puso una casa de remates que más tarde se trasladaría a Santos Lugares. El primer médico radicado en Caseros fue el Doctor García. 
En 1908 se abrió el Correo y el 6 de diciembre de 1911 se abrió el Registro Civil; en 1912 José Gioia fue autorizado a proveer las chapas numéricas correspondientes a las calles. Hoy en día muchas de sus calles llevan el nombre de varios de sus primeros habitantes.
En 1939 se crea el Grupo Scout Sargento Cabral de Caseros, con sede en la cabecera municipal. Actualmente es el Grupo N.º 93 de Scouts de Argentina Asociación Civil.

En lo deportivo Caseros contó en un momento con dos estadios de fútbol a escasas cuadras de diferencia. Uno en las calles Lisandro de la Torre y Urquiza perteneciente al Club Atlético Estudiantes equipo que milita en la Primera Nacional y tuvo un paso fugaz por la primera división en el año 1977 y 1978, su estadio tiene una capacidad para 17.000 personas aproximadamente y el otro equipo tenía su cancha en donde se encontraba el polideportivo municipal; ese equipo es el Justo José de Urquiza (formalmente Asociación Social y Deportiva Justo José de Urquiza) que estuvo allí hasta el año 1976. Luego jugaba de local en la cancha de Estudiantes o en la cancha de Ferrocarril Urquiza frente a la estación Saenz Peña. Desde 1993 su estadio está en la localidad de El Libertador también de Tres de Febrero y tiene una capacidad para 2500 personas. Este equipo actualmente milita en la Primera B Metropolitana.

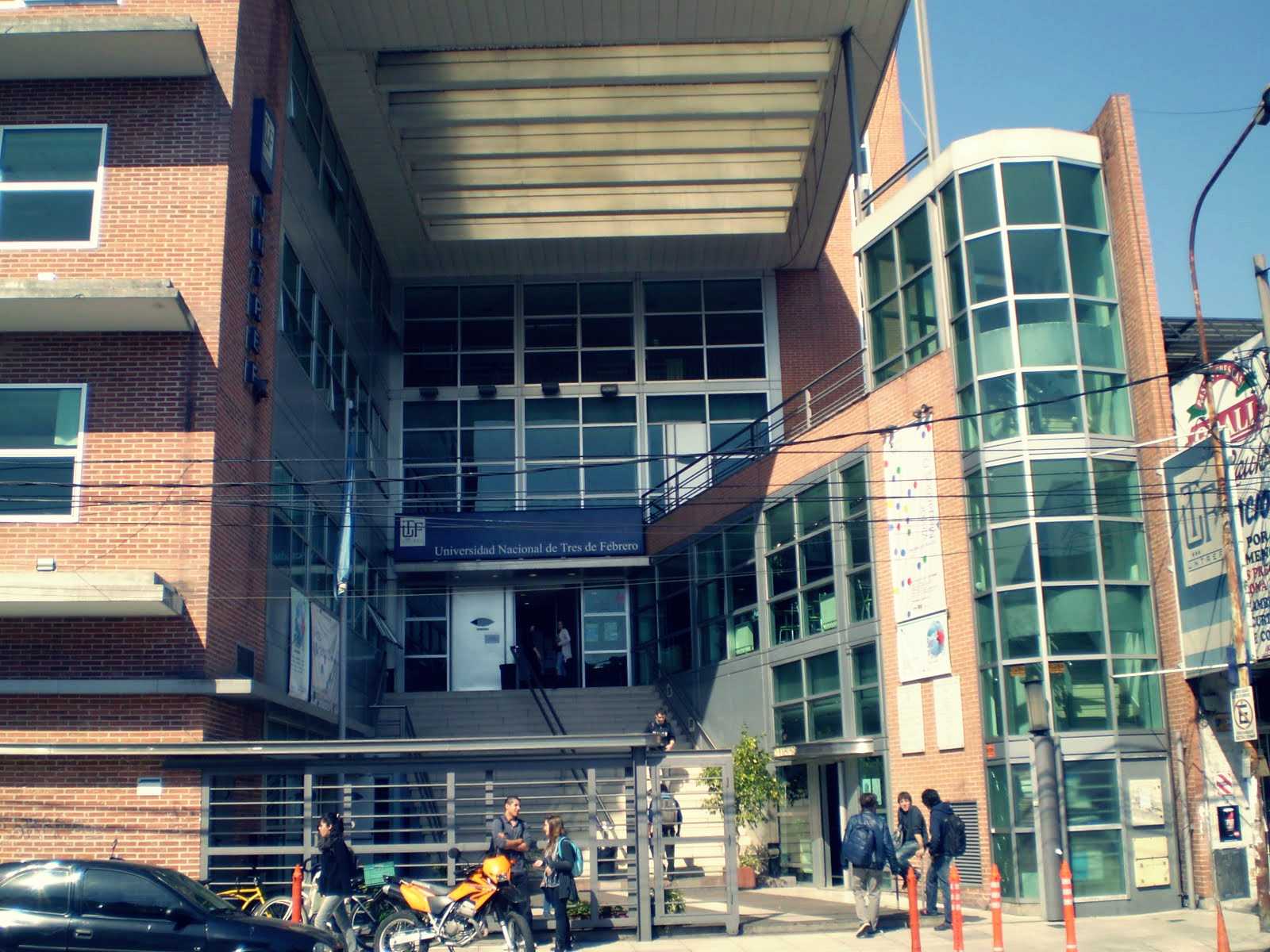
Universidad Nacional de Tres de Febrero

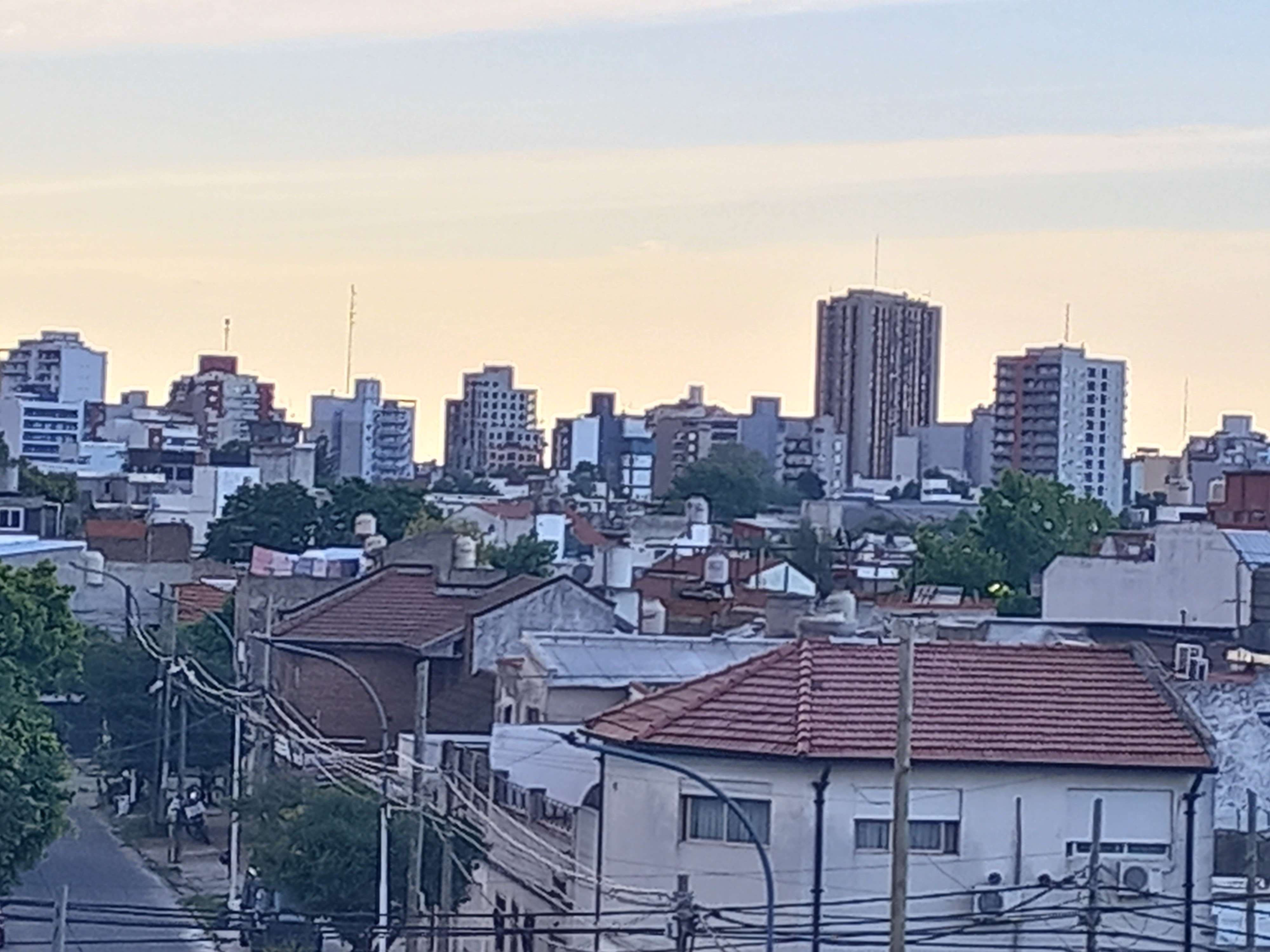
Horizonte de Caseros, se puede ver el edificio Torre el cual es el más alto de la ciudad

Nuestra Santa Patrona Caseros está bajo el amparo de la Virgen de la Merced desde el año 1909, en que se levantó un pequeño Templo, precedido por un cuadro de Nuestra Señora de la Merced, donado por la familia Sastre. Advocación esta que luego, el 12 de diciembre de 1962 Su Santidad el Papa Juan XXIII, con decreto oficial de la Sagrada Congregación de Ritos, aprueba y decreta ser la Patrona de la ciudad de Caseros y del Partido de Tres de Febrero, a la Santísima Virgen en el título de Nuestra Señora de la Merced.
En 1995 se crea la Universidad Nacional de Tres de Febrero (UNTreF) mediante el proyecto de Ley Nacional N°24.495, la cual tiene su sede principal en Sáenz Peña, pero cuenta con seis sedes distribuidas por la zona y en la Ciudad Autónoma de Buenos Aires, cuenta actualmente con alrededor de 22.000 estudiantes y 32 carreras de grado,16 maestrías, 9 diplomaturas, 4 doctorados, 16 especializaciones y 8 cursos de posgrado.
En la sede de Caseros se encuentra MUnTreF (El Museo de la Universidad) donde se llevan a cabo varias exposiciones de reconocidos artistas como Pablo Picasso en 2010.

## Gobierno

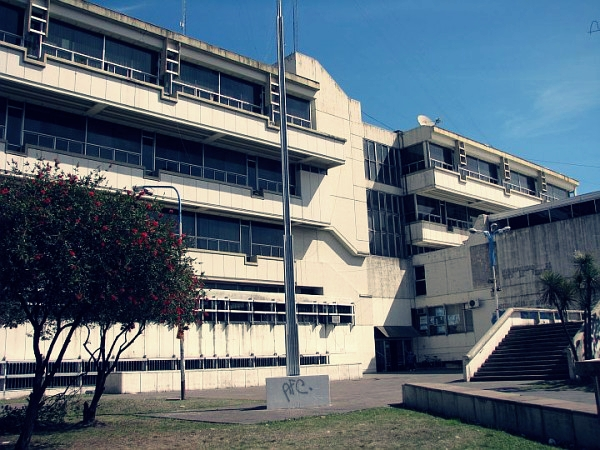
Municipalidad de Tres de Febrero, ubicada en Caseros.

La localidad de Caseros al igual que las 15 localidades del Partido de Tres de Febrero están a cargo del intendente Diego Valenzuela (actualmente para el partido político del PRO aunque acaba de mudarse a LLA) desde el año 2015, ganando las elecciones municipales con el 100% de los votos.

### Elecciones 2013

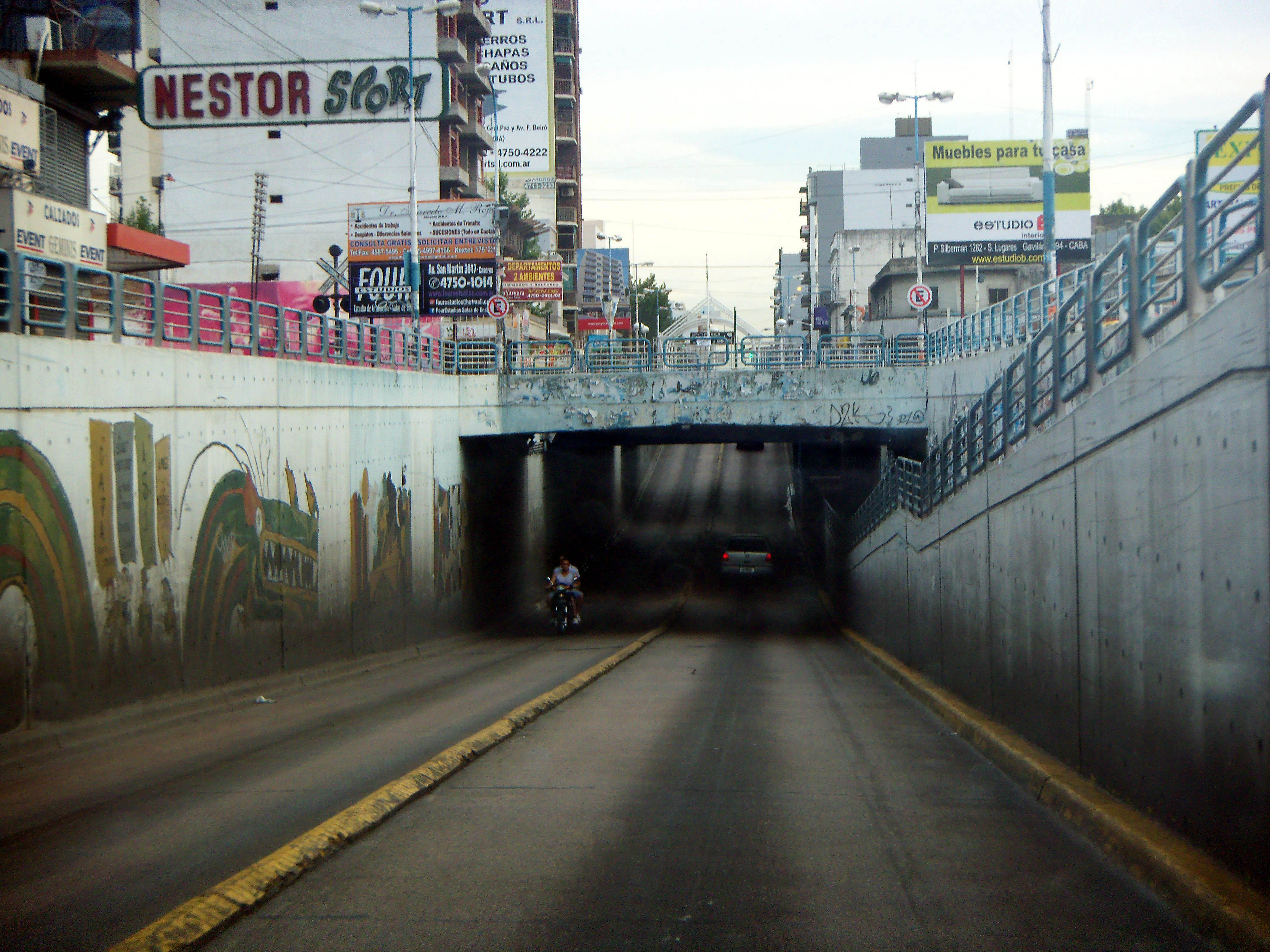
Túnel de la Av. San Martín por debajo de la estación Caseros del FFCC San Martín.

Los resultados oficiales de las elecciones de 2013 a diputados nacionales solamente en la localidad de Caseros fueron:
| Agustín Rodríguez (FR)     | 30.334 | 100%   |
| Martín Insaurralde (FPV)   | 15.882 | 26,06% |
| Margarita Stolbizer (FPCS) | 6.723  | 11,03% |
| Néstor Pitrola (FI)        | 4.336  | 7,12%  |
| Francisco de Narváez (ULT) | 2.996  | 4,92%  |
| Momo Venegas (UF)          | 662    | 1,09%  |

En cuanto a concejales y concejeros escolares los resultados son:
| Martín Jofre (FR)           | 27.267 | 46,58% |
| Marta Burgos de Curto (FPV) | 16.260 | 27,78% |
| Fernando Ramos (FPCS)       | 7.084  | 12,10% |
| Adriana Sirna (FI)          | 4.902  | 8,37%  |
| Nélson Ortíz (ULT)          | 3.027  | 5,17%  |

## Economía
Después de la década de 1990 la destrucción de la industria local se hizo notar [cita requerida], al punto de provocar altos niveles de desempleo, emigración y pobreza como en el resto del país [cita requerida]'. Su cercanía con la Ciudad de Buenos Aires le sirvió de punto estratégico para personas que buscaban la calma del conurbano, que hasta ese entonces, esta ciudad no contaba con grandes edificaciones. La localidad, al igual que gran parte del oeste del conurbano, experimentó un fuerte proceso de reindustrialización debido a la reactivación económica desde 2003 [cita requerida]. Su industria principal es la producción de autos del Grupo PSA Peugeot Citroën, a la que se le sumaron centros de fabricación de productos de higiene personal y limpieza de Unilever, Procter & Gamble y múltiples fábricas locales; fabricación de autopartes, metalúrgia, alimentos y maquinaria. Otros sectores que experimentaron un gran crecimiento fueron el de la construcción y el sector financiero. El sector inmobiliario comenzó a sentir un boom a partir del año 2005 en el que comenzaron lentamente a verse torres residenciales y oficinas, también construyéndose hipermercados como Easy, Walmart y otros. El sector financiero experimentó un crecimiento nunca antes visto en la ciudad, con el que comenzaron a instalarse grandes sucursales de importantes bancos como HSBC, Santander Río,  Banco Galicia, Banco Credicoop, Standard Bank, Banco Comafi Argentina, Banco Patagonia, BBVA Banco Francés entre otros. Por ser cabecera del partido también cuenta con sucursales de los bancos Provincia, Anses y Banco de la Nación Argentina.

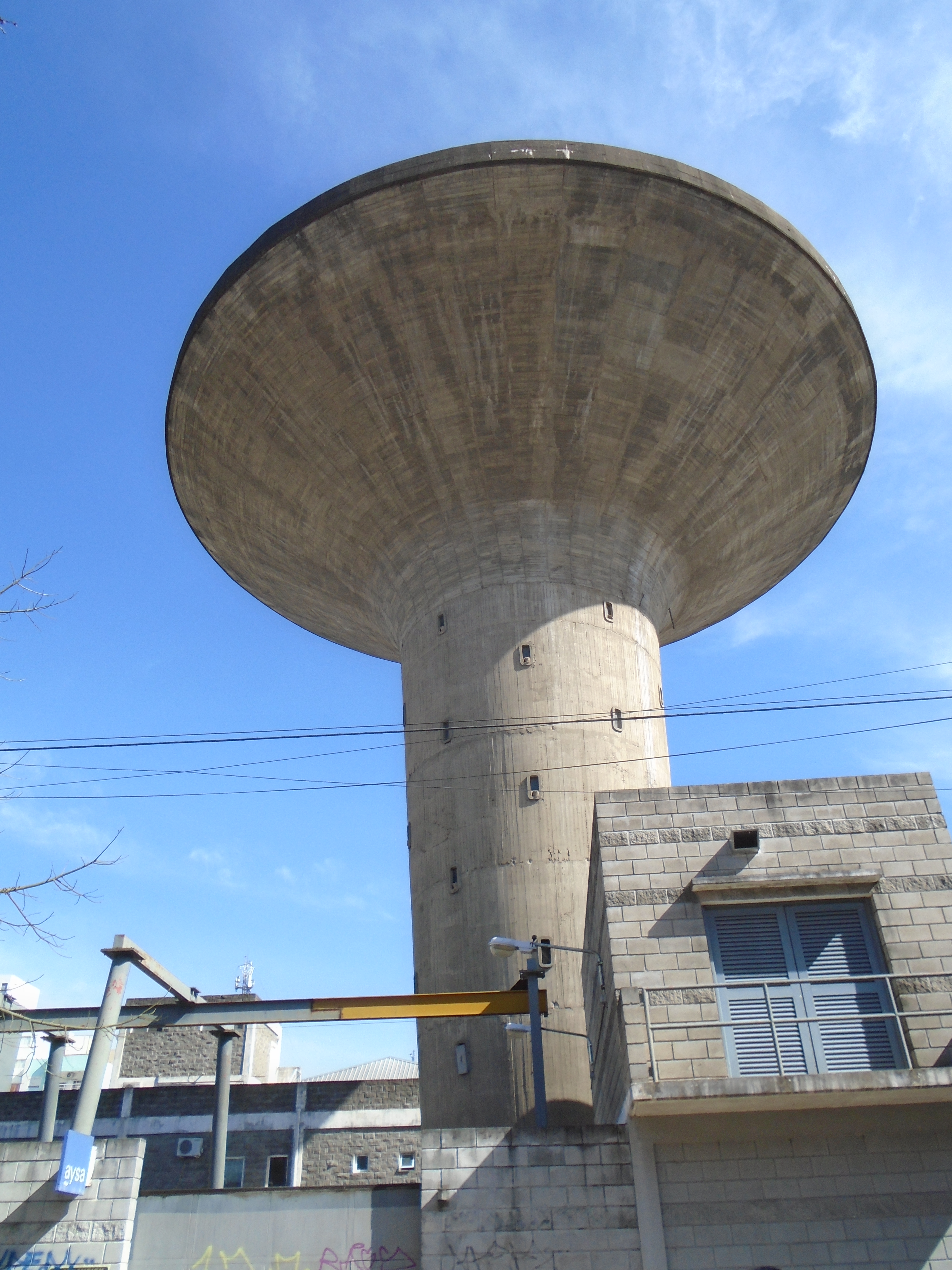
Tanque de agua de la compañía estatal AYSA (Caseros)

## Población
La población de Caseros de acuerdo al censo de octubre de 2010 ascendía a 95 785 habitantes.
La tasa global de fecundidad de la localidad es de 1,87 hijos por mujer.
Según estimaciones del INDEC, la población de 65 años o más correspondería al 15% del total y la de 60 años o más , al 20% vislumbrándose una estructura poblacional envejecida de la ciudad.
A su vez la población entre 0 a 14
años, representa el 20,5% del total. 
Caseros en el año 2001 contaba con 90.313 habitantes, ascendiendo en el año 2010 a 95.785 habitantes; es decir su población creció un 6,06%.
Su densidad aumentó de 8063,66 hab/km² a 8552,23 hab/km². 
El 9,7% de su población es extranjera, provenientes principalmente de Uruguay, Italia, España, Perú, Bolivia, Paraguay, etc. También se encuentran migrantes del interior del país. 
Unos de los mayores problemas de esta localidad profundizado a partir de 2015 son la inseguridad y la delincuencia siendo los barrios que mayores problemas presentan Villa Pineral, Villa Alianza y Caseros Sud.
La pobreza afecta al 18,9% de la población de la localidad.
La población de la ciudad representa el 28,17% de la población total del Partido de Tres de Febrero, mientras que en el año 2001 representaba el 26,84% de la población total.

## Educación
Actualmente Caseros cuenta con 25 escuelas (públicas y privadas); un Consejo Escolar (perteneciente a todo el partido de Tres de Febrero) ubicado en la calle Andrés Ferreyra; y con la Universidad de Tres de Febrero.

## Geografía
La localidad de Caseros tiene una superficie de 11,2 km² lo cual representa el 24,35% de la superficie total del partido de Tres de Febrero.

Sus límites son: Vías del Ferrocarril Urquiza, calles: Fray Justo Santa María de Oro, Las Gaviotas, Fray Mamerto Esquiú, Agustín de la Vega, avenida Presidente Juan Domingo Perón, Dr. Ricardo Balbín, Aviador Plüschow, Aviadora Carola Lorenzini, atraviesa vías del Ferrocarril San Martín, Santa Cruz, avenida República, Acayuasa, avenida Díaz Vélez, avenida Marcelo T. de Alvear, avenida Justo José de Urquiza, atraviesa el campo de las vías del Ferrocarril San Martín, avenida Lisandro de la Torre, Bonifacini, Asamblea y Diagonal Doctor Alberto Williams hasta las vías del Ferrocarril Urquiza.

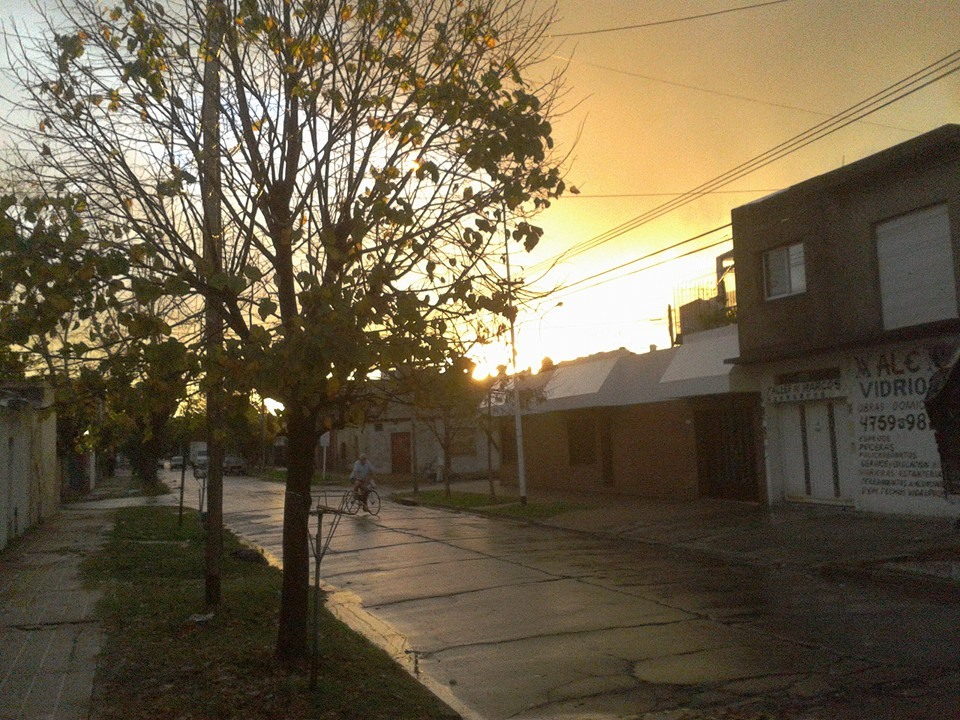
Atardecer en el barrio de Caseros.

Limita al norte con el partido de San Martín, al noreste con la localidad de Santos Lugares, al este con la localidad de José Ingenieros, al sudeste con la localidad de Ciudadela, al sur con el partido de Morón, al oeste con la localidad de Ciudad Jardín y la localidad de Martín Coronado y al nordeste con la localidad de Villa Bosch.
El centro geográfico de la ciudad es en la intersección de la avenida Libertador San Martín y la avenida Justo José de Urquiza.
Pero la principal calle de esta localidad es Tres de Febrero, en donde se encuentran numerosos locales de venta de ropa, negocios, kioscos, el reinaugurado cine, bares, librerías, jugueterías y empresas entre otros.

## Clima
El clima es pampeano. Presenta veranos cálidos-calurosos e inviernos frescos, precipitaciones suficientes y en algunas ocasiones fuertes generando inundaciones; y vientos predominantes del este y del noreste, como en el resto de la parte noreste de la provincia de Buenos Aires.
| Parámetros climáticos promedio de Caseros, BA | Parámetros climáticos promedio de Caseros, BA | Parámetros climáticos promedio de Caseros, BA | Parámetros climáticos promedio de Caseros, BA | Parámetros climáticos promedio de Caseros, BA | Parámetros climáticos promedio de Caseros, BA | Parámetros climáticos promedio de Caseros, BA | Parámetros climáticos promedio de Caseros, BA | Parámetros climáticos promedio de Caseros, BA | Parámetros climáticos promedio de Caseros, BA | Parámetros climáticos promedio de Caseros, BA | Parámetros climáticos promedio de Caseros, BA | Parámetros climáticos promedio de Caseros, BA | Parámetros climáticos promedio de Caseros, BA |
| Mes                                           | Ene.                                          | Feb.                                          | Mar.                                          | Abr.                                          | May.                                          | Jun.                                          | Jul.                                          | Ago.                                          | Sep.                                          | Oct.                                          | Nov.                                          | Dic.                                          | Anual                                         |
| --------------------------------------------- | --------------------------------------------- | --------------------------------------------- | --------------------------------------------- | --------------------------------------------- | --------------------------------------------- | --------------------------------------------- | --------------------------------------------- | --------------------------------------------- | --------------------------------------------- | --------------------------------------------- | --------------------------------------------- | --------------------------------------------- | --------------------------------------------- |
| Temp. máx. abs. (°C)                          | 40.7                                          | 38.8                                          | 38.1                                          | 36.6                                          | 31.4                                          | 28.9                                          | 30.3                                          | 34.4                                          | 35.6                                          | 34.1                                          | 37.1                                          | 41.2                                          | 41.2                                          |
| Temp. máx. media (°C)                         | 29.2                                          | 28.4                                          | 24.9                                          | 20.7                                          | 18.0                                          | 14.3                                          | 12.0                                          | 15.1                                          | 17.5                                          | 21.7                                          | 24.5                                          | 28.5                                          | 21.2                                          |
| Temp. media (°C)                              | 23.9                                          | 22.8                                          | 20.5                                          | 16.4                                          | 13.5                                          | 10.2                                          | 8.2                                           | 10.7                                          | 13.4                                          | 16.9                                          | 19.8                                          | 23.5                                          | 16.7                                          |
| Temp. mín. media (°C)                         | 18.7                                          | 17.3                                          | 16.1                                          | 12.1                                          | 9.1                                           | 6.2                                           | 4.5                                           | 6.4                                           | 9.3                                           | 12.1                                          | 15.2                                          | 18.5                                          | 12.1                                          |
| Temp. mín. abs. (°C)                          | 5.8                                           | 4.2                                           | 2.3                                           | -2.5                                          | -4.1                                          | -5.6                                          | -5.4                                          | -4.4                                          | -2.3                                          | -1.8                                          | 2.4                                           | 4.1                                           | -5.6                                          |
| Precipitación total (mm)                      | 118.5                                         | 116.9                                         | 150.7                                         | 107.2                                         | 91.9                                          | 50.3                                          | 51.4                                          | 59.9                                          | 76.7                                          | 138.1                                         | 132.4                                         | 104.3                                         | 1198.3                                        |
| Días de precipitaciones (≥ )                  | 6                                             | 8                                             | 12                                            | 10                                            | 7                                             | 7                                             | 6                                             | 7                                             | 8                                             | 9                                             | 10                                            | 6                                             | 96                                            |
| Horas de sol                                  | 270                                           | 240                                           | 190                                           | 175                                           | 170                                           | 135                                           | 140                                           | 175                                           | 180                                           | 215                                           | 255                                           | 260                                           | 2405                                          |
| Humedad relativa (%)                          | 65                                            | 68                                            | 71                                            | 69                                            | 75                                            | 75                                            | 70                                            | 72                                            | 79                                            | 81                                            | 73                                            | 69                                            | 72.3                                          |
| Fuente: Servicio Meteorológico Nacional       |                                               |                                               |                                               |                                               |                                               |                                               |                                               |                                               |                                               |                                               |                                               |                                               |                                               |

### Nevadas
Durante los días 6, 7 y 8 de julio de 2007, se produjo la entrada de una masa de aire frío polar, como consecuencia de esto el lunes 9 de julio, la presencia simultánea de aire muy frío, tanto en los niveles medios de la atmósfera como en la superficie, dio lugar a la ocurrencia de precipitación en forma de aguanieve y nieve conocida como nevadas extraordinarias en la Ciudad de Buenos Aires ya que esto ocurrió prácticamente en todo Buenos Aires y demás provincias. Fue la tercera vez en la que se tiene registro de una nevada en la localidad, las anteriores veces fueron en los años 1912 y 1918.

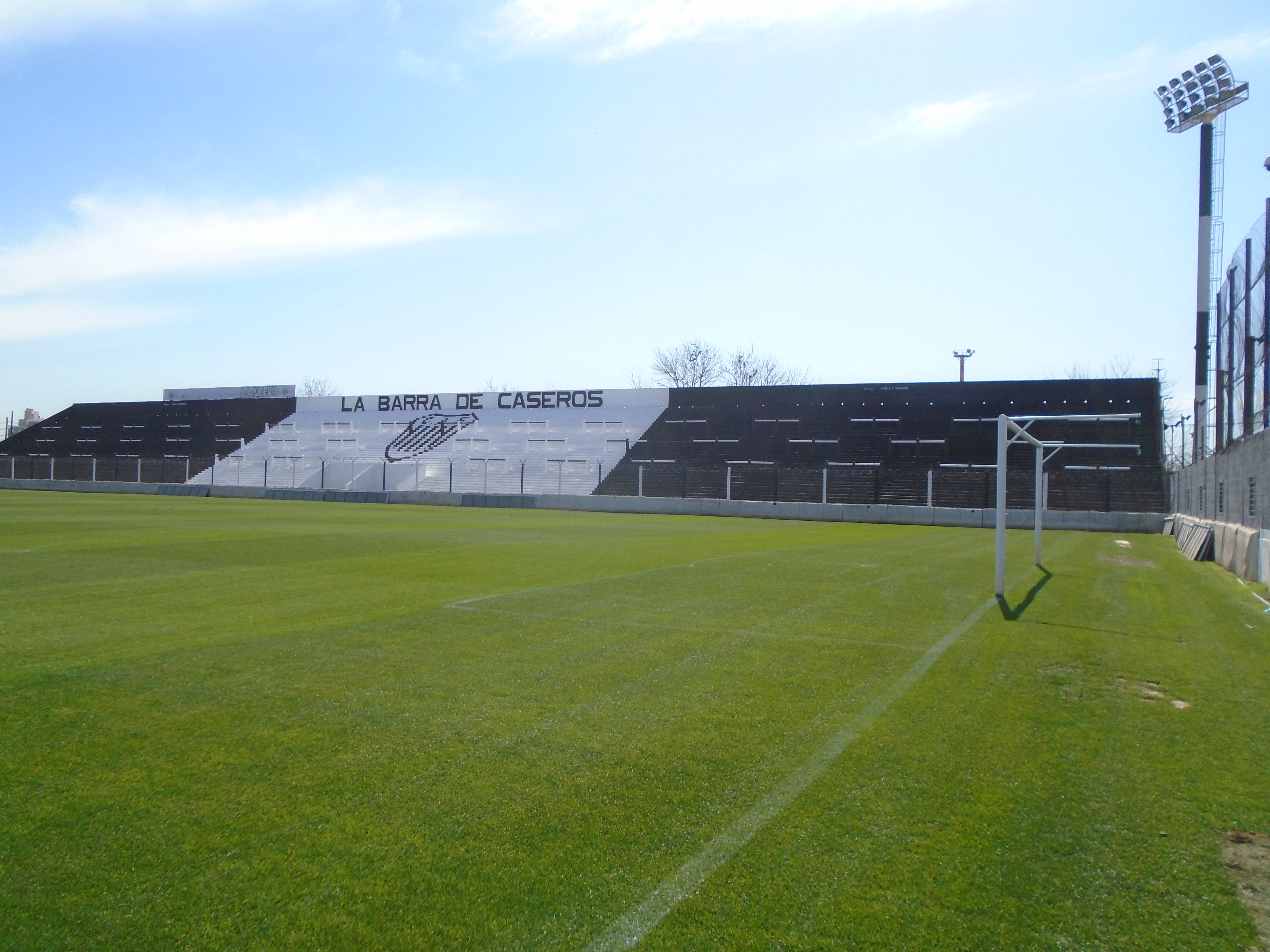
Estadio Ciudad de Caseros, del Club Estudiantes de Buenos Aires.

## Deportes
En cuanto a deportes, Caseros cuenta con tres centros deportivos en los cuales se pueden practicar diferentes tipos de disciplinas, desde natación, atletismo o fútbol. Los Centros son Ce.De.M. Número 1, Ce.De.M. Número 2 (cuenta con pileta climatizada para rehabilitaciones físicas de manera gratuita, escuela de boxeo y hotel para deportistas) y el Ce.F.: en este espacio varias escuelas lo utilizan para que sus alumnos realicen educación física.
Caseros también tiene club de fútbol aunque la sede social se encuentra en el barrio porteño de Villa Devoto, el Club Atlético Estudiantes, que actualmente participa del torneo de la Primera B Nacional y en el club no solo se practica fútbol, sino que también hay una gran cantidad de disciplinas. Su histórico rival es Almagro, con quien disputa el clásico de Tres de Febrero, uno de los más importantes del conurbano bonaerense. 
Caseros además cuenta con las diferentes ligas y escuelas que funcionan con decenas de participantes, se han agregado varias sedes culturales ya que el partido se denomina Capital Nacional del Deporte.

## Cultura

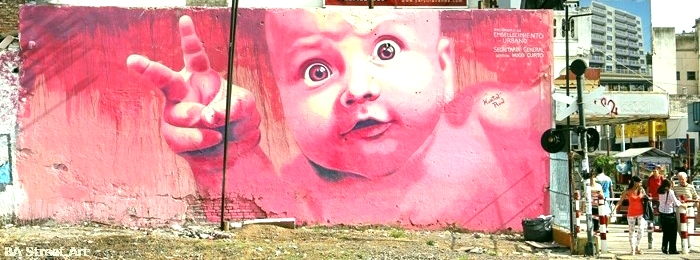
Mural de Martín Ron, hecho a las vías del Ferrocarril General San Martín.

En cuanto a lo cultural Caseros se destaca por su gran cantidad de murales, en su mayoría pintados por Nieves Fraga y Martín Ron (artista) (artistas locales muy reconocidos).
Cuenta también a través de la Secretaría de Deporte, Cultura y Educación con diversos Centros Culturales dependientes de la Dirección de Cultura. Los mismos se encuentran ubicados en diversas localidades, en Caseros: Sede Cultural Roberto Heredia, Museo Parodi (donado por el conocido escultor, Cine -Teatro Paramount (comprado a su titular original por el municipio en 2012 y declarado patrimonio municipal) y la Sede Caseros; en Santos Lugares: Sede Leopoldo Marechal, Sede Enrique Santos Discépolo; en Ciudadela: Sede Cultural Alberto Olmedo (Facebook: Sede Cultural Alberto Olmedo). En los mismos se dictan talleres culturales de artes plásticas, canto, teatro, manualidades, idiomas, danzas, etc. También cada fin de semana se ofrecen bajo la modalidad "A LA GORRA" obras teatrales, recitales, etc.

## Medios de comunicación
Caseros cuenta con 3 radios FM locales, la más reconocida es la ex Radio Caseros 91.5 que actualmente se denomina 3F 91.5 y explota el municipio, las demás radios se encargan básicamente de pasar música y brevemente noticias, Radio Caseros se caracteriza por su contenido cultural.
Caseros también cuenta con un canal de televisión local por cable y numerosos diarios en línea que se encargan de la actualidad local y nacional.

## Parroquias de la Iglesia católica en Caseros
| Diócesis   | San Martín |
| ---------- | --- |
| Parroquias | Monte Calvario-Santa Teresita, Nuestra Señora de la Medalla Milagrosa, Nuestra Señora de la Merced, Sagrado Corazón de Jesús, San José Obrero |